# 安子站
安子站是青岛地铁1号线的地铁车站，位于中华人民共和国山东省青岛市黄岛区长江东路与常山路交叉口北侧，于2021年12月30日开通。

## 车站结构
安子站位于长江东路与常山路交叉口北侧，沿长江东路设置，呈南北走向，为地下两层岛式站台车站，车站长225.8米，车站地下一层为站厅层，地下二层为站台层，站台设置全高站台门。
| 地面              | 出入口 | A、B、C、D出入口                                                                                          |
| 地下一层          | 站厅   | 客服中心、自动售票机、验票机                                                                              |
| 地下二层          | 站台   | \| \| \| 1号线往王家港（天目山路） \| \| 島式 · 開左邊车门 \| \| \| \| \| \| 1号线往东郭庄（新港山路） \| |
|                   |        | 1号线往王家港（天目山路）                                                                                 |
| 島式 · 開左邊车门 |        | |
|                   |        | 1号线往东郭庄（新港山路）                                                                                 |

## 出入口
安子站共设4个出入口，各出口及周围设施如下所示：
| 编号                | 指示         | 建议前往的目的地                               | 图片 |
| ------------------- | ------------ | ---------------------------------------------- | ---- |
| A · 出口            | 长江东路(西) | 青岛西海岸新区安子小学，青岛大学西海岸第二医院 |      |
| B · 出口 · （设有） | 长江东路(西) |                                                |      |
| C · 出口            | 长江东路(东) | 青岛西海岸新区凤凰岛初级中学                   |      |
| D · 出口            | 长江东路(东) |                                                |      |
| 图例： 设有         |              |                                                |      |

## 接驳交通

### 公交车
- 安子：K1路，K3路，L1路，东2路，黄岛27路，黄岛59路，黄岛60路，黄岛803路，黄岛805路，黄岛808路，黄岛825路

## 车站历史
本站工程名与正式站名均为安子站，以车站所处的安子社区命名。
- 2021年12月30日，车站随1号线南段通车开通[1]。